# Bauhinia augusti
Bauhinia augusti  es una especie botánica de leguminosa en la familia de las Fabaceae.
Es endémica de Ecuador (Cuenca, Machala) y del Perú (Cajamarca). Está amenazada por pérdida de hábitat.

## Taxonomía
Bauhinia augusti fue descrito por Hermann Harms  y publicado en Repertorium Specierum Novarum Regni Vegetabilis 18: 234. 1922.
Etimología
Bauhinia: nombre genérico nombrado en honor de los hermanos herboristas y botánicos suizos; Caspar (1560-1624) y Johann Bauhin  (1541-1613). El primero fue botánico y médico, autor de un índice de  nombres de plantas y sus sinónimos llamado Pinax Theatri botanici, y profesor de anatomía y botánica en la Universidad de Basilea, que distinguía entre género y especie, y fue el primero en establecer un sistema científico de la nomenclatura, mientras que el segundo fue coautor de la gran obra Historia Plantarum universalis, publicado cuarenta años después de su muerte.
augusti: epíteto latino que significa «noble, augusta».